# Isidore Fernandes
Isidore Fernandes (ur. 2 stycznia 1947 w Kalathur, zm. 26 kwietnia 2023 w Prajagradź) – indyjski duchowny rzymskokatolicki, w latach 1988-2013 biskup Allahabadu.

## Życiorys
Święcenia kapłańskie przyjął 28 października 1972. 5 maja 1988 został prekonizowany biskupem Bareilly. Sakrę biskupią otrzymał 4 sierpnia 1988. 31 stycznia 2013 przeszedł na emeryturę.